# Archenemy (film)
Pour plus de détails, voir Fiche technique et Distribution.
Archenemy est un film de super-héros britannico-américain écrit et réalisé par Adam Egypt Mortimer, sorti en 2020.

## Synopsis
Super-héros provenant de la planète Chromium, Max Fist a été expulsé de sa dimension natale lors d'un combat avec son ennemie jurée, Cleo Ventrik. Sur Terre où il a échoué, il est désormais privé de ses pouvoirs. Ou du moins c'est qu'il raconte à qui veut l'entendre. En effet, clochard drogué et alcoolique, il semble perdu dans ses délires. Personne ne le croit sauf un adolescent, Hamster, qui est convaincu qu'il est un être supérieur. Rêvant d'être un journaliste, le jeune homme le convainc de mettre fin à un cartel de drogue où sa sœur Indigo est impliquée. Pour détruire ce réseau, ils doivent lutter contre son chef, surnommé le « Manager »...

## Fiche technique
- Titre original et français : Archenemy
- Réalisation et scénario : Adam Egypt Mortimer, d'après une histoire cocréée avec  Lucas Passmore
- Photographie : Halyna Hutchins
- Musique : Matt Hill
- Montage : Chris Patterson
- Production : Daniel Noah, Elijah Wood, Kim Sherman, Lisa Whalen, Joe Manganiello et Nick Manganiello
- Sociétés de production : SpectreVision, Legion M, Head Gear Films, 3:59, Metrol Technology, Almost Never Films et Voltage Pictures
- Sociétés de distribution : RLJE Films
- Pays d'origine :  États-Unis,  Royaume-Uni
- Langue originale : anglais
- Format : couleur - 2.35:1
- Genre : action, super-héros
- Durée : 90 minutes
- Dates de sortie :
  - États-Unis : 11 décembre 2020 (en VOD)
  - France : 7 juillet 2021 (en DVD et Blu-ray)

## Distribution
- Joe Manganiello (VF : Boris Rehlinger) : Max Fist
- Skylan Brooks (VF : Simon Koukissa-Barney) : Hamster
- Zolee Griggs (VF : Aurélie Konaté) : Indigo
- Paul Scheer (VF : Cédric Dumond) : Krieg
- Amy Seimetz (VF : Marie-Eugénie Maréchal) : Cleo Ventrik
- Glenn Howerton : Le Manager
- Kieran Gallagher (VF : Rémi Bichet) : Gregor Longman
- Roy Lee Jones : Barfly
- Mac Brandt : Decker
- Jessica Allain (VF : Fily Keita) : Melissa
- Joseph D. Reitman (VF : Bruno Magne) : Finn
- Christopher Guyton : le barman